# Tutuila
Tutuila is een eiland in Amerikaans-Samoa.

## Beschrijving
Tutuila is 145 km² groot en het hoogste punt van het eiland ligt op 702 meter. De enige zoogdieren die er voorkomen zijn de geïntroduceerde bruine rat (Rattus norvegicus) en de inheemse vleermuizen Pteropus samoensis en Tongavleerhond (Pteropus tonganus). Ook de hoofdstad Pago Pago ligt op het eiland.
Het eiland werd in 1722 ontdekt door Jacob Roggeveen die het Tienhoven noemde, naar zijn schip.